# Хуши
Хуши (рум. Huşi) град је у Румунији, у источном делу земље, у историјској покрајини Молдавија. Хуши је трећи по величини и важности град у округу Васлуј.
Хуши према последњем попису из 2002. има 33.320 становника.

## Географија
Град Хуши налази се у средишњем делу Румунске Молдавије. Град је смештен у близу реке Прут, која је гранична према Републици Молдавији. Град окружује брежуљкасто подручје, особено са покрајину Молдавију.

## Становништво
У односу на попис из 2002., број становника на попису из 2011. се смањио.
| 1966.  | 1977.  | 1992.  | 2002.  | 2011.  |
| ------ | ------ | ------ | ------ | ------ |
| 20.715 | 22.828 | 32.673 | 33.320 | 26.266 |

Матични Румуни чине огромну већину градског становништва Хушија (99%), а од мањина присутни су само Роми. Пре Другог светског рата Јевреји су чинили знатан део градског становништва.